# TSV Wandsetal
Der TSV Wandsetal (offiziell: Turn- und Sportverein Wandsetal Hamburg von 1890 e. V.) ist ein Sportverein aus dem Hamburger Stadtteil Wandsbek. Die erste Handballmannschaft der Frauen nahm einmal am DHB-Pokal teil.

## Geschichte
Der Verein entstand am 24. April 1998 durch die Fusion des Wandsbeker FC mit dem Hinschenfelder SV 1890. Der Wandsbeker FC entstand im Jahre 1910 durch den Zusammenschluss der Straßenfußballvereine BC Frisch-Auf und Wandsbeker BC 1906. Der Fusionspartner Hinschenfelder SV 1890 ging auf die im Jahre 1890 gegründete Hinschenfelder Turnerschaft zurück, dessen Fußballabteilung sich 1923 als Hinschenfelder FC abspaltete. 1994 fusionierten beide Vereine und der SV 1891 Hinschenfelde zum Hinschenfelder SV.
Der heutige TSV Wandsetal hat ca. 1.500 Mitglieder in siebzehn Abteilungen. Neben Handball und Fußball bietet der TSV noch Gesundheits- und Herzsport, Gymnastik, Karate, Kinder- und Jugendtanz, Lauftreff, Leichtathletik, Ringen, Shinson Hapkido, Spielmannszug, Sportabzeichen, Tennis, Tischtennis, Turnen, Volleyball und Wandern an.

### American Football
Seit 2023 besteht eine American-Football-Abteilung. Die von Kevin Jauch gegründete Mannschaft tritt als Hamburg Wild Tigers auf. 

### Handball
Bereits Anfang der 1950er Jahre gab es beim Hinschenfelder FC eine Handballabteilung. Die Handballerinnen des TSV Wandsetal qualifizierten sich im Jahre 2009 als Oberligist für den DHB-Pokal. In der ersten Runde verlor die Mannschaft beim Regionalligisten TSV Ellerbek mit 23:29. Am Saisonende stieg die Mannschaft aus der Oberliga ab und bildete später mit den Handballerinnen des Niendorfer TSV die Spielgemeinschaft SG Niendorf/Wandsetal.
Frauen
- Aufstieg in die Handball-Oberliga (4. Liga) 2011, 2013, 2017
- Meister Handball-Hamburgliga 2011, 2013, 2017
- DHB-Pokal Hauptrunde 2009

### Fußball
Die Fußballer des TSV Wandsetal übernahmen bei der Fusion im Jahre 1998 den Platz des Wandsbeker FC in der Landesliga Hamburg. Vier Jahre später gelang den Wandsetalern nach einem 4:1-Sieg im Entscheidungsspiel gegen den FC Süderelbe der Aufstieg in die Verbandsliga, mithin der höchsten Amateurliga Hamburgs. Nur aufgrund der schlechteren Tordifferenz gegenüber dem TSV Uetersen mussten die TSV-Fußballer nach nur einem Jahr wieder absteigen. Im Jahre 2007 ging es für den Verein herunter in die Bezirksliga, bevor zwei Jahre später der Wiederaufstieg in die Landesliga gelang. Nach drei Jahren Mittelmaß stiegen die Wandsetaler im Jahre 2013 in die Bezirksliga ab. Heimspielstätte ist der Sportpark Hinschenfelde im Eichtalpark. Nachdem die Mannschaft 2015 als Tabellenletzter der Bezirksliga Nord sogar in die Kreisliga absteigen musste, gelang 2018 der Wiederaufstieg in die Bezirksliga.
Aber nicht nur beim WFC wurde erfolgreich Fußball gespielt, sondern auch beim Namensvetter aus Hinschenfelde. Der Hinschenfelder FC spielte nach dem Zweiten Weltkrieg in der Hansataffel.

### Leichtathletik
Die Leichtathletiksparte des TSV Wandsetal hat 2024 eine neu gestaltete Laufbahn bekommen. Trainiert wird bewegungs- und zielorientiert ab dem Vorschulalter bis in den Erwachsenenbereich.

### Ringen
Die Ringer des SV 1891 Hinschenfelde gehörten nach dem Zweiten Weltkrieg zu den stärksten Vereinen der Hansestadt und wurden 1949, 1952, 1953, 1954 und 1963 Hamburger Mannschaftsmeister und 1952 Norddeutscher Mannschaftsmeister. In den 1980er Jahren bildete der Verein eine Kampfgemeinschaft mit dem Wandsbeker Athleten-Club. Ende der 1990er Jahre kämpfte der TSV Wandsetal in einer Kampfgemeinschaft mit dem FSV Harburg in der Regionalliga Nord.

### Tischtennis
Während sich die Tischtennisabteilung des Wandsbeker FC bereits Ende der 1980er auflöste, gab es beim Hinschenfelder SV zum Zeitpunkt der Fusion aktive Tischtennisspieler, die fortan die Tischtennisabteilung des TSV Wandsetal bildeten. Derzeit verfügt der Klub über zwei Herren-Mannschaften, deren erste in der 1. Bezirksliga spielt.

## Persönlichkeiten
- Norbert Grudzinski
- Maurice Litka